# Trichosetodes japonicus
Trichosetodes japonicus là một loài Trichoptera trong họ Leptoceridae. Chúng phân bố ở miền Cổ bắc.